# أما جنان (فلم)
أما جنان فيلم مصري تم إنتاجه عام 1944، من تأليف أبو السعود الإبياري و إخراج هنري بركات و بطولة آسيا داغر و فؤاد شفيق.

## تمثيل
- آسيا داغر
- فؤاد شفيق
- إسماعيل ياسين
- منى
- عبد الفتاح القصري
- زينات صدقي
- حسن فايق
- فردوس محمد

## روابط خارجية
- مقالات تستعمل روابط فنية بلا صلة مع ويكي بيانات